# Alfi (Automarke)
Alfi war eine deutsche Automobilmarke.

## Markengeschichte
Hersteller war die AG für Akkumulatoren- und Automobilbau aus Berlin-Wedding. Der Bauzeitraum lag zwischen 1922 und 1925. Das Automobilwerk des Unternehmens, das als A.A.A. firmierte, war in Driesen/Netze.
Die Alfi-Wagen waren kleine Pkw mit Vierzylinder-Reihenmotor oder Zweizylinder-Boxermotor. Auch ein größerer Wagen mit Vierzylindermotor entstand. Dieser Wagen war bereits mit mechanisch betätigten Vierradbremsen ausgestattet. Für die Fertigung in Driesen war Alex Fischer verantwortlich.
Mindestens ein Fahrzeug nahm 1923 am Kleinautorennen auf der Berliner AVUS teil.
Die A.A.A. musste 1925 Konkurs anmelden und die Fertigung einstellen.
Alex Fischer gründete 1927 die Alfi Automobile GmbH, die bis 1928 existierte.

## Modelle
| Modell  | Bauzeitraum | Hubraum (cm³) | Zylinder | Leistung        | Radstand |
| ------- | ----------- | ------------- | -------- | --------------- | -------- |
| 3/12 PS | 1922–1925   | 780           | 2 Boxer  | 12 PS (8,8 kW)  |          |
| 4/14 PS | 1922–1925   | 940           | 4 Reihe  | 14 PS (10,3 kW) | 2600 mm  |
| 5/20 PS | 1922–1925   | 1320          | 4 Reihe  | 20 PS (14,7 kW) | 2825 mm  |
| 7/35 PS | 1922–1925   | etwa 1750     | 4 Reihe  | 35 PS (26 kW)   |          |

Quelle:
Eine andere Quelle bestätigt den 4/14 PS mit 940 cm³ Hubraum und 14 PS Leistung, der von den Steudel-Werken kam, und nennt darüber hinaus einen 5/17 PS mit 1320 cm³ Hubraum, 17 PS und 290 cm Radstand.